# Boris Godunov (ópera)
Boris Godunov é uma ópera de Modest Mussorgsky, baseada no drama homônimo de Alexander Pushkin e na História do império russo de Nikolai Karamzin. Estreou em 8 de fevereiro de 1874 no Teatro Mariinsky, em São Petersburgo.
Sob muitos aspectos, a mais "russa" de todas as óperas, é um espetáculo grandioso e sombrio em que, o povo russo, ao mesmo tempo sofredor e invencível, desempenha o papel principal. Mussorgsky investiu enorme energia nessa obra. Escreveu o libreto, que condensou o drama de Pushkin, e fez uma revisão completa da partitura após sua rejeição pelo Teatro Mariinsky. A trama era aceitável aos Romanov por descrever a desordem na Rússia no início do século XVII, muito antes de sua ascensão ao poder. Era também patriótica, retratando a resistência a uma invasão polonesa. Acima de tudo, com seus coros e árias melancólicas permeados por canções folclóricas e cantos ortodoxos, Boris Godunov assemelha-se a um vasto tableau vivant da conturbada história da Rússia e de sua alma torturada.

## Personagens
- Boris Godunov, Tsar da Rússia (Baixo)
- Fyodor, seu filho (Mezzo-soprano)
- Xenia, sua filha (Soprano)
- Grigory, diz ser Dimitry (Tenor)
- Marina, Filha de um governador polonês (Mezzo-soprano)
- Rangoni, um jesuíta (Barítono)
- Príncipe Shuisky, conselheiro de Boris (Tenor)
- Pimen, um monge (Baixo)
- Grigory, um monge (Baixo)
- O Idiota, um místico (Tenor)

## Sinopse

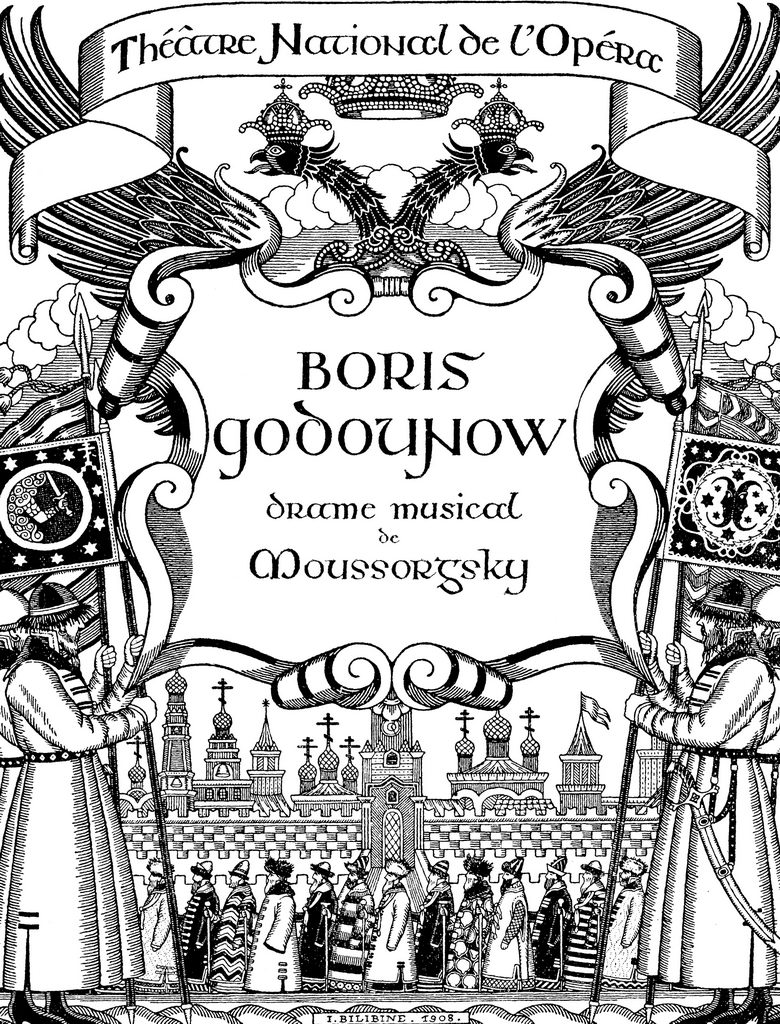
Cartaz de uma produção francesa da ópera

### Prólogo
Diante do mosteiro de Novodevitchy, guardas mandam a multidão implorar a Boris Godunov que aceite suceder o Tsar Fyodor. Em Moscou, Boris é coroado e o povo celebra sua aparição, mas o Tsar está cheio de maus pressentimentos.

### Ato I

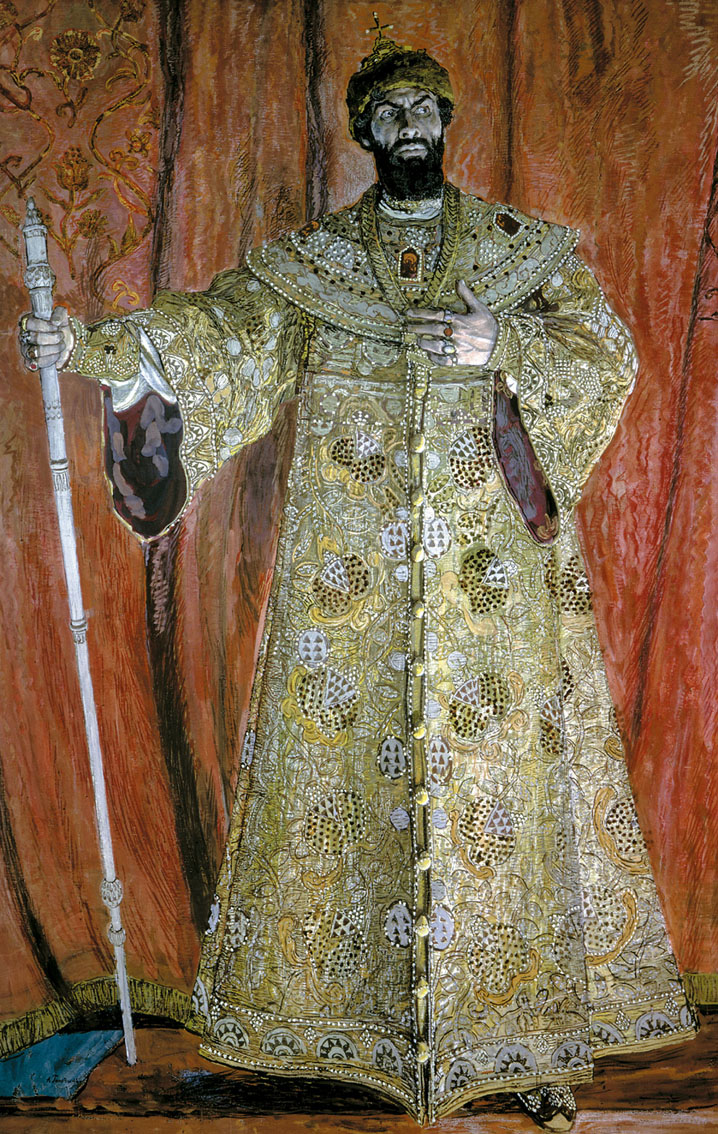
O baixo russo Feodor Chaliapin no grande papel de Boris Godunov.

Seis anos depois, no mosteiro de Chudvov, o padre Pimen escreve a crônica da história russa. Grigory, outro monge desperta, e Pimen recorda Ivan, o terrível e seu filho, Fyodor. Pimen afirma que os assassinos de Dimitry, o jovem meio-irmão de Fyodor, confessaram a ordem de Boris e observam que hoje Dimitry teria a idade de Grigory. Num albergue perto da Lituânia, Grigory entra com dois monges mendicantes. Guardas vem prendê-lo e ele foge.

### Ato II
Boris reconforta sua filha, Xenia e diz ao filho, Fyodor que estude com afinco. Avalia então, triste, seu terrível destino, sempre com o sono conturbado por imagens de uma criança ensanguentada. Shuisky, vem falar de Dimitry, pretendente ao trono de Boris. O monarca responde que uma criança morta não pode desafiar tsar coroado, mas se pergunta se o menino morto era mesmo Dimitry. Quando Shuisky descreve as feridas em seu corpo, Boris vê o fantasma de Dimitry. Em pânico, implora misericórdia a Deus.

### Ato III
Num castelo na Polônia, Marina, a filha do governador, sonha tornar-se tsarina. O jesuíta Rangoni a exorta a converter a Rússia ortodoxa ao catolicismo. Para isso, diz, ela deve seduzir Grigory. Marina objeta, mas Rangoni a repreende. Ali perto, Grigory sonha com ela. Marina afirma que só o trono russo a tenta. Com raiva, ele responde que, uma vez coroado, rirá dela. Ela declara-lhe amor.

### Ato IV
O Idiota tem seu último copeque roubado por moleques e pede a Boris que os mate, assim como matou Dimitry. Boris pede suas oreções, mas o místico responde que não pode rezar por Herodes. Transtornado, Boris aparece no conselho dos boiardos, imaginando que o pequeno Dimitry está vivo. Pimen relata um milagre no túmulo do menino. Sufocando, Boris nomeia o filho, seu sucessor e morre. Numa floresta, Grigory convoca o povo russo a segui-lo. A multidão se afasta e o Idiota chora lágrimas amargas pela Rússia.  